# Superbus
Superbus egy öttagú francia pop-rock együttes, akik 1999-ben alakultak.

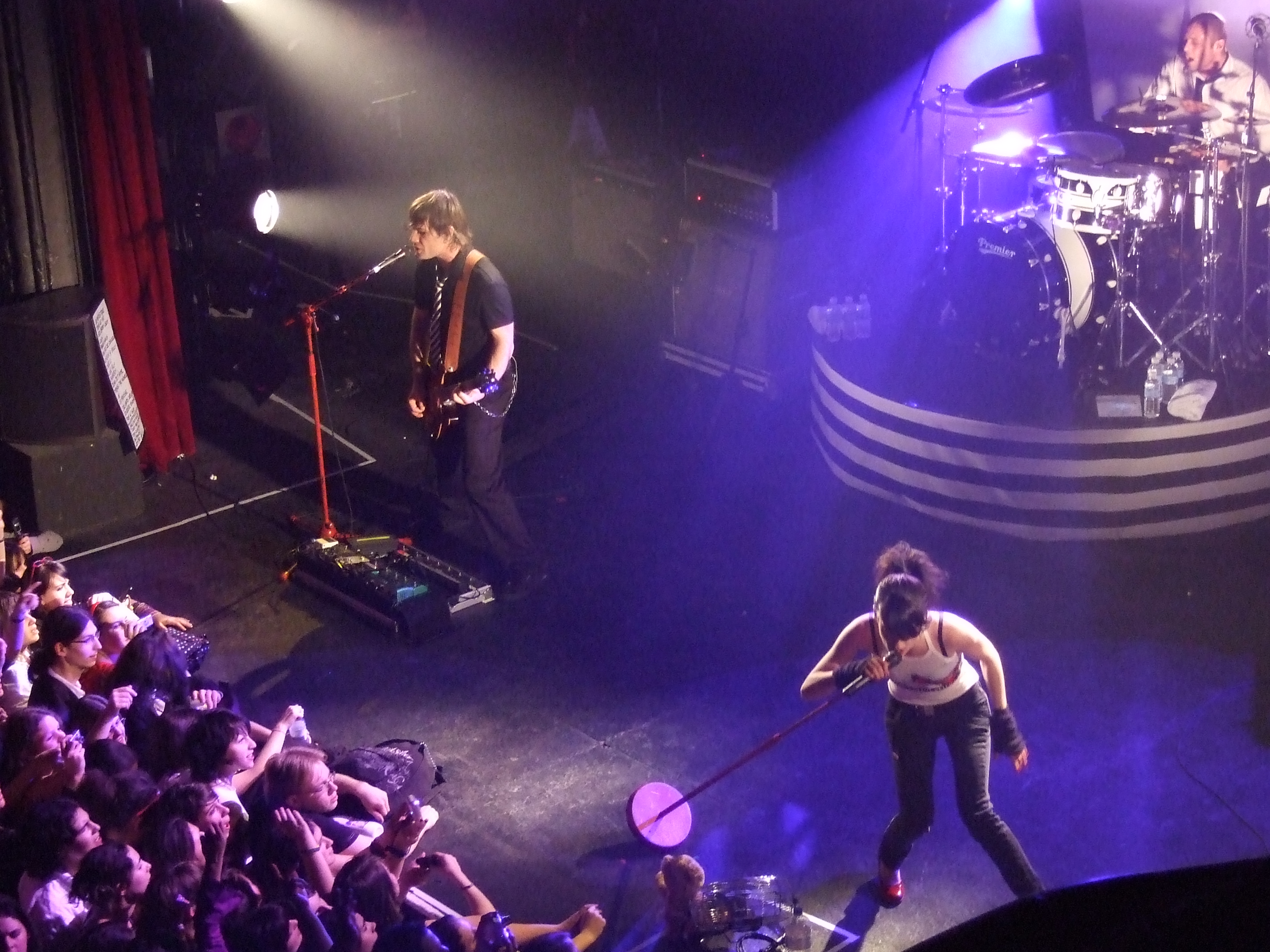
Superbus koncert egy párizsi színházban (La Cigale) 2007-ben

## Kezdet
Egy amerikai utazás után 1999-ben, Jennifer Ayache elindult az induló együtteséhez csapattagokat keresni. Találkozott Michel Giovannettivel, a gitárossal; és François Evennel, basszusgitárossal; és ők hárman alakítottak egy új együttest.
A másik 2 csapattag, Guillaume Roussé (dobos), és Patrice Focone (gitáros). Roussé 2005-ben kilépett a zenekarból, és helyette Greg Jacks játszik.
A nevük a latin superbus szóból ered, mely jelentése kiváló. Az járja, hogy a fronténekes, Jennifer Ayache bukkant rá erre a szóra.

## Zenei stílus
Superbus stílusa leginkább a No Doubt, Sum 41, Weezer, Blink-182 és Sublime keveréke.
2002-ben jelent meg az első albumuk, „Aéromusical” címen. Az együttes második albuma, a Pop'n'Gum 2004-ben debütált.

## Elnyert díjak
Victoire de la musique 2007 (Legjobb Pop/Rock album)
MTV EMA 2005 (legjobb francia előadó)
Disque d'or 2007 (aranylemez)

## Diszkográfia

### Albumok
1. Aéromusical, 2002. március (#85. Franciaországban)
2. Pop’n’gum, 2004. június (2005 májusában jelent meg) (#26. Franciaországban)
3. Wow, 2006. október (#6. Franciaországban)
4. Lova Lova, 2009. október 26. (#2. Franciaországban)
5. Sunset, 2012. augusztus 9. (#5. Franciaországban)
6. Sixtape, 2016. június 3 (#16. Franciaországban)

### Kislemezek
- Tchi-Cum-Bah, 2002. október
- Superstar, 2003. március
- Into the Groove, 2003. július
- Monday to Sunday, 2003. december
- Sunshine, 2004. május
- Radio Song, 2004. november
- Pop’n’gum, 2005. július
- Little Hily, 2005. szeptember
- Rock à Billy, 2006. szeptember
- Butterfly, 2007. március: #11. (FR)
- Lola, 2007. április (Digital release)
- Travel the World, 2007 május, #3. Franciaországban
- Addictions, 2009 március, #1. Franciaországban
- Apprends-moi, 2009. november 30, #19. Franciaországban
- Strong & Beautiful, 2016. március 4, #115. Franciaországban
- Silencio, 2020. január 3.

### Középlemezek
- XX, megjelent: 2020. március 13.[2][3]